# 林堯俊 (1905年)
林堯俊（1905年6月16日—1962年4月15日），臺灣日治時期臺北市人，祖籍福建省同安縣。電影負責人、前大光明戲院與永樂戲院經理。

## 生平
林堯俊生於1905年，臺北市大同區人，家族排行第二。從事臺灣電影事業，為電影巡映公司「南星映畫社」的創始人。
中日戰爭期間隨軍擔任通譯。
臺灣光復後仍從事影業，擔任電影拍攝的資助者和負責人。如1946年6月24日，上海崑崙影業公司在台灣成立辦事處時即以林堯俊為負責人。同時經營大稻埕地方的戲院以維繫運作。
1962年4月於臺北辭世。